# فارسی معیار

فارسی معیار یا فارسی استاندارد گونهٔ معیار زبان فارسی و زبان رسمی ایران است. فارسی معیار به شیوه نگارش و گویش زبان فارسی در رسانه‌های عمومی مانند تلویزیون، رادیو، نشریات و سخنرانی‌های رسمی در مجامع عمومی گفته می‌شود. فارسی معیار به‌معنای زبان مشترک میان کشورهای ایران، افغانستان و تاجیکستان نیست و یک ایرانی، افغان یا تاجیک لزوماً به زبان فارسی معیارِ یکدیگر سخن نمی‌گویند.
فارسی معیار زبان رسمی ایران است که در تمامی نقاط ایران روز به روز فراگیرتر می‌شود.
از دیدگاه گارنیک آساتوریان، زبان پارسیِ معیار، زبان هیچ‌یک از اقوام و خرده‌فرهنگ‌های ایرانی نیست. درواقع بخشی از مردم زبان یا گویش محلی خود را فراموش کرده‌اند و به زبان معیار سخن می‌گویند. علاوه بر زبان معیار، برخی از لهجه معیار نیز سخن گفته‌اند. برخی معتقدند که لهجه تهرانی نزدیکترین لهجه به لهجه معیار در ایران است.

## پیشینه
در اواخر عصرِ ساسانی، زبان مردم پایتخت دری نامیده می‌شد که با زبان رسمی نوشتاری یعنی پهلوی، تفاوت‌هایی داشت. این زبان دری همراه با سپاهیان و دیگر مأموران دولتی از پایتخت به خراسان منتقل شده بود و در آنجا، ضمن تأثر از لهجه‌ها و گویش‌های محلی، به مرور جای آنها را گرفت و زبان گفتار آن منطقه شد. پس از تأسیس دولت‌های طاهری، صفاری، سامانی و غزنوی، این زبان رسمیت یافت و زبان مکاتبات رسمی گردید. در دوره‌های بعد، که دولت‌های دیگر در مرکز و غرب و جنوب ایران پدید آمدند، این زبان در دستگاه این دولت‌ها نیز به عنوان زبان رسمی پذیرفته شد که تا قرن‌های اخیر همین حال ادامه داشت.

## در ایران
با تبدیل تهران به شهر توسط شاه تهماسب یکم، مردم مختلف و به‌خصوص نظامی‌ها به تهران مهاجرت کردند و در دوران نادرشاه تهران به یک پادگان نظامی تبدیل شده بود. لهجه‌های این مهاجران با لهجه رایج در تهران ادغام شد. پس از پایتخت شدن تهران توسط آغامحمدخان قاجار مهاجرت به تهران و اقامت در آن سرعت پیدا کرد و بسیاری از اقلیت‌های قومی و مذهبی به تهران آمدند. تبعید طایفهٔ زند به تهران توسط آغامحمدخان و اثرگذاری لهجهٔ شیرازی را هم نمی‌توان در این گویش بی‌تأثیر دانست.
ایجاد منصب دیوان در زمان فتحعلی‌شاه اتفاق مهمی در این تحولات بود. پس از آن، تفرشی‌ها و آشتیانی‌ها مناصب مهم حکومتی را بر عهده گرفتند. به این ترتیب، دو نوع زبان شایع شد «زبان قلمی» و «زبان شمشیری». حاصل اختلاط این دو زبان، لهجه‌ای است که امروزه در تهران رایج است. در نتیجه، به هیچ‌وجه نمی‌توان این گویش را تهرانی خالص نامید.
با گسترش سواد و پدید آمدن وسایل ارتباط جمعی و همگانی شدن آموزش و گسترش شهرنشینی در ایران و تأثیرگذاری شهر تهران و طبقه تحصیل‌کرده آن، فارسی معیار ایران، با دگرگونی‌هایی که عوامل مذکور در آن پدیدآوردند، به صورت زبان معیار امروزی درآمد.
از دیدگاه گارنیک آساتوریان، زبان فارسیِ معیار زبان هیچ‌یک از اقوام و خرده‌فرهنگ‌های ایرانی نیست. درواقع بخشی از مردم زبان یا گویش محلی خود را فراموش کرده‌اند و به زبان معیار سخن می‌گویند.

## در تاجیکستان
فارسی معیار تاجیکستان در قرن نوزدهم میلادی برپایه گویش ناحیه سمرقند و بخارا که مرکز تاریخی بی چون و چرای فارسی‌زبانان آن دیار بود، پدید آمد. دوشنبه، پایتخت کنونی تاجیکستان، در آن زمان یک روستای کوچک با چند صد نفر جمعیت بود که به هیچ روی در مقایسه با آن دو شهر از پیشینه فرهنگی خاصی برخوردار نبود.
گویش سمرقند و بخارا در معیارسازی واجی تاجیکی، که بیشتر در سال ۱۹۳۰ اتفاق افتاد، از نقش مهمی برخوردار بود. به عنوان مثال، کنفرانس علمی تاجیک‌های ازبکستان در سال ۱۹۳۰ به این نتیجه رسید که گویش بخارا باید به عنوان پایه واجی و املایی فارسی تاجیکی تعیین شود. در ۲۲ اوت همان سال، کنفرانس زبان‌شناسی که در جمهوری سوسیالیستی شوروی تاجیکستان در آن زمان برگزار شد نیز مصوبه مشابهی را تصویب کرد که «زبان تاجیک‌های سمرقند و بخارا» را به عنوان مرجع تلفظ ادبی و پایه آوایی زبان فارسی تاجیکی تعیین می‌کرد؛ بنابراین، لهجه بخاری امروز از نظر آواشناسی و آوایی با فارسی تاجیکی معیار تفاوت کمی دارد.
علی‌رغم اینکه بخارا و سمرقند در قلمرو ازبکستان بودند، در کنفرانس‌های زبانی گویش آن‌ها تصویب شد و این امر منجر به اختلاف نظر واجی جالبی بین تاجیکی معیار و بسیاری از گونه‌های گفتاری در تاجیکستان شده‌است. لهجه‌های بخاری و سمرقندی به گویش شمالی فارسی تاجیکی تعلق دارند و از طرف دیگر، لهجه دوشنبه‌ای جزو گویش جنوبی این زبان است و در نتیجه، گویش‌های رایج در منطقه‌ای که پایتخت واقع شده‌است، با فارسی تاجیکی معیار منطبق نیست. برای نمونه، گویش‌های شمالی، و همچنین تاجیکی معیار، واج / ɵ / دارند، ولی این واج اصلاً در لهجه‌های صحبت شده در منطقه دوشنبه وجود ندارد.

## در افغانستان
فارسی معیار افغانستان بر پایه گویش شهر کابل بنا شده‌است. از دهه ۱۹۴۰ میلادی، رادیو افغانستان برنامه‌های فارسی خویش را به لهجه کابلی پخش می‌کند که منجر به همگن‌سازی گونه‌های مختلف فارسی افغانستان نیز می‌شود. از سال ۲۰۰۳، رسانه‌ها، به ویژه پخش‌کنندگان رادیو و تلویزیون خصوصی نیز برنامه‌های فارسی خویش را با گویش شهر کابل پخش می‌کنند.